# Re 474
Les Re 474 sont des locomotives électriques quadricourant des Chemins de fer fédéraux Suisses construites par Siemens.

## Description
Cette locomotive est un dérivé de la BR 189 de la DB.
Commandées à 18 exemplaires en 2003 à quelques mois d'intervalle de 18 locomotives aux caractéristiques proches de type Bombardier Traxx, elles furent construites en deux tranches de 12 et 6 machines.
L'homologation de ce modèle ayant pris du retard par rapport à leurs concurrentes de Bombardier Transport, la première tranche ne put être livrée dans les délais impartis. Conséquence, les CFF renoncèrent à l'achat de la moitié de cette tranche mais purent réceptionner la seconde tranche dans les délais impartis.
Les six machines refusées par les CFF restèrent propriété du constructeur Siemens qui trouva pour elles d'autres acquéreurs.
Actuellement, elles sont utilisées en trafic international entre la Suisse et l'Italie.